# Лівоярві
Лівоярві — озеро у Фінляндії. Знаходиться у муніципалітеті Посіо у Лапландії.
Озеро має площу 32,96 км² і лежить на висоті 243,7 м. Його максимальна довжина становить 23 кілометри. Обсяг озера становить 192 млн м³, або 0,192 км³. Середня глибина 5,6 м, максимальна 28 м. Озеро має дві плями глибиною 28 метрів: у центральній частині та у північно-західній частині.
Озеро розташоване приблизно за 10 км на південь від адміністративного центру Посіо. З Лівоярві витікає річка Лівойокі на західній частині озера.